# Joachim Elm
Joachim Elm (* 9. September 1931 in Gera; † 6. Mai 2012 in Berlin) war ein deutscher Diplomat. Er war Botschafter der DDR in Australien, Neuseeland, Fidschi und Vanuatu.

## Leben
Elm beendete nach dem Abitur ein Studium der Rechtswissenschaften an der Karl-Marx-Universität in Leipzig als Diplomjurist.
Ab 1954 arbeitete Elm im Ministerium für Auswärtige Angelegenheiten der DDR (MfAA), zunächst in der Abteilung Recht und Vertragswesen, danach seit 1956 in der Konsularabteilung als Mitarbeiter und ab 1963 als Bereichsleiter für Grundsatzfragen. Von 1964 bis 1965 war er Sektorleiter in der Abteilung Nordeuropa und arbeitete von 1965 bis 1969 als Konsul und Zweiter Sekretär in der Handelsvertretung der DDR in Finnland. Zwischen 1969 und 1973 war er amtierender Leiter der Abteilung Nordeuropa im MfAA. 1973/1974 arbeitete er als Botschaftsrat an der Botschaft der DDR in Helsinki. 1974 eröffnete Elm als Geschäftsträger die Botschaft in den USA und war dort bis 1977 Botschaftsrat. Von 1977 bis 1982 arbeitete er als Sektorleiter in der Abteilung USA/Kanada/Japan des MfAA. 1982 wurde er Botschafter in Canberra und war in Neuseeland, Fidschi und ab 1987 auch in Vanuatu zweitakkreditiert. Nach der Beendigung seiner Tätigkeit als Botschafter arbeitete er von 1989 bis 1990 als wissenschaftlicher Mitarbeiter in der Hauptabteilung Konsularische Angelegenheiten des MfAA.
Elm war Mitglied der SED.

## Auszeichnungen
- Vaterländischer Verdienstorden in Bronze (1981)